# 天野正一
天野 正一（あまの まさかず、1898年（明治31年）5月10日 - 1979年（昭和54年）10月8日）は、日本の陸軍軍人。最終階級は陸軍少将。最後の参謀本部作戦課長（第1部第2課長）。

## 経歴
愛知県出身。名古屋陸軍地方幼年学校、陸軍中央幼年学校を経て、1920年（大正9年）5月、陸軍士官学校（32期）を卒業。同年12月、歩兵少尉に任官し歩兵第19連隊付となる。1931年（昭和6年）11月、陸軍大学校（43期）を首席で卒業し歩兵第19連隊中隊長に就任。
1932年（昭和7年）12月、教育総監部付となる。1935年（昭和10年）3月から1938年（昭和13年）4月までドイツ・ポーランドに駐在した。
1938年7月、第2軍参謀（作戦主任）に発令され日中戦争に出征。第11軍参謀、陸大教官を務め、1940年（昭和15年）8月、歩兵大佐に昇進。1941年（昭和16年）3月、参謀本部欧米課長（第2部第6課長）に就任。以後、大本営第2部第16課長、支那派遣軍参謀（作戦課長）を経て、1944年（昭和19年）8月、陸軍少将に昇進し第6方面軍参謀副長に就任。1945年（昭和20年）2月、参謀本部作戦課長に転じ終戦を迎えた。
同年8月18日、アメリカ政府からマニラに代表者を派遣するように要求があり、全権委員となった河辺虎四郎が全権委員に就任。天野も随行の一人に選ばれてマニラに渡った。
同年12月に予備役に編入され、1946年（昭和21年）12月まで復員事務官を務めた。1947年（昭和22年）11月28日、公職追放仮指定を受けた。